# Torre de la Calahorra
Torre de la Calahorra är ett monument i Spanien. Det ligger i provinsen Córdoba (spansk provins) och regionen Andalusien, i den södra delen av landet, 300 km söder om huvudstaden Madrid. Torre de la Calahorra ligger 97 meter över havet.
Terrängen runt Torre de la Calahorra är platt åt sydost, men åt nordväst är den kuperad. Runt Torre de la Calahorra är det ganska tätbefolkat, med 230 invånare per kvadratkilometer. Närmaste större samhälle är Córdoba, 1,8 km norr om Torre de la Calahorra. Runt Torre de la Calahorra är det i huvudsak tätbebyggt.